# Сергеев, Александр Николаевич (хоккеист)
Александр Николаевич Сергеев (род. 30 июля 1968 года) — советский и российский игрок в хоккей с мячом.

## Карьера
Воспитанник северодвинского хоккея. В первой лиге в составе «Севера» в 1984—1992 годах провел 180 матчей и забил 151 мяч.
В высшей лиге в «Воднике» играл в сезоне 1992/93 г. Провёл 21 матч, забил 15 мячей. В Кубке страны сыграл 13 встреч, отличился 11 раз. Стал бронзовым призёром чемпионата России и финалистом Кубка страны.
Позже играл в командах высшей лиги « Север» (Северодвинск), «Старт» (Нижний Новгород), «СКА-Забайкалец» (Чита), «Локомотив» (Оренбург). В составе нижегородского клуба «Старт» стал серебряным призёром чемпионата России 1995 года, бронзовым — 1996, 1998 и 2000, финалистом Кубка страны 1998 года. В 1995 и 1996 годах входил в список 22 лучших игроков чемпионатов России.
В высшей лиге за различные команды сыграл 278 матчей, забил 231 мяч.
В 2003—2005 годах играл в составе «Вымпела», а в сезоне 2005/06 — в составе КХМ «Боровичи», игравших в первой лиге. В 2006 году завершил активную спортивную карьеру.
В составе национальной сборной России сыграл один товарищеский матч со сборной Швеции (1996, Стокгольм).